# Verwaltungsgemeinschaft Kranichfeld
De Verwaltungsgemeinschaft Kranichfeld  in het landkreis Weimarer Land in de Duitse deelstaat Thüringen is een gemeentelijk samenwerkingsverband waarbij zes gemeenten zijn aangesloten. Het bestuurscentrum bevindt zich in de stad Kranichfeld.

## Deelnemende gemeenten
- Hohenfelden (384)
- Klettbach (1.289)
- Kranichfeld (3.340)
- Nauendorf (313)
- Rittersdorf (269)
- Tonndorf (632)

Am Ettersberg ·
Apolda ·
Bad Berka ·
Bad Sulza ·
Ballstedt ·
Bechstedtstraß ·
Blankenhain ·
Buchfart ·
Daasdorf a. Berge ·
Döbritschen ·
Eberstedt ·
Ettersburg ·
Frankendorf ·
Großheringen ·
Großschwabhausen ·
Hammerstedt ·
Hetschburg ·
Hohenfelden ·
Hopfgarten ·
Ilmtal-Weinstraße ·
Isseroda ·
Kapellendorf ·
Kiliansroda ·
Kleinschwabhausen ·
Klettbach ·
Kranichfeld ·
Lehnstedt ·
Magdala ·
Mechelroda ·
Mellingen ·
Mönchenholzhausen ·
Nauendorf ·
Neumark ·
Niedertrebra ·
Niederzimmern ·
Nohra ·
Obertrebra ·
Oettern ·
Ottstedt a. Berge ·
Rannstedt ·
Rittersdorf ·
Saaleplatte ·
Schmiedehausen ·
Tonndorf ·
Troistedt ·
Umpferstedt ·
Vollersroda ·
Wiegendorf